# Colmenar (Málaga)
Colmenar es un municipio español de la provincia de Málaga, Andalucía. Está situado en la parte oriental de la provincia, en la comarca de la Axarquía, capital de los Montes de Málaga, a unos 32 km de la ciudad de Málaga y a unos 44 km de la ciudad de Vélez-Málaga. Su nombre hace referencia a las colmenas de abejas que fueron la base de la economía local durante mucho tiempo.

## Geografía
El pueblo de Colmenar se encuentra encaramado en los Montes de Málaga. Dentro de los sistemas Béticos, a una altitud de 696 m s. n. m. Su término municipal comprende parte de la sierra de Camarolos y de la del Jobo, donde se hallan los picos de Chamizo (1641 m s. n. m.), Pelado (1387 m s. n. m.) y Sierra Prieta (1267 m s. n. m.). 
El relieve es bastante accidentado, con altos cerros y profundos valles, empezando por el norte con la Sierra de Camarolos. A media que se baja hacia el sur, sus cotas descienden pero salpican el paisaje con cerros como el Águila, Ballesteros o Cerro la Viña; debajo de éstos se encuentra el Flysch o Corredor de Colmenar, que enlaza este y oeste. Por el sur se encuentran los Cerros de Juan Román, Miraflores, Granados y un largo etc.
Colmenar se asienta en una zona rica de la Axarquía, en el pleno corazón de Los Montes, de ahí que también sea conocido como: "Capital de los Montes de Málaga", aunque su importancia se ha visto mermada desde que la carretera principal Málaga-Sevilla ya no pasa por el pueblo. El río Guadalmedina, que nace en el pico de la Cruz (1443 m), sirve de límite municipal con Casabermeja. El río de la Cueva cruza el término y a él afluyen los arroyos de los Moriscos, de Casapalma, de Napolín, Zuque y de Gordilla.

### Clima
Tiene un clima denominado como mediterráneo seco, es cálido y templado; y hay más precipitaciones en invierno que en verano. 
- Temperatura media: 16 °C
- Horas de sol al año: 2800 horas/año
- Precipitaciones: 765 l/m²

## Historia

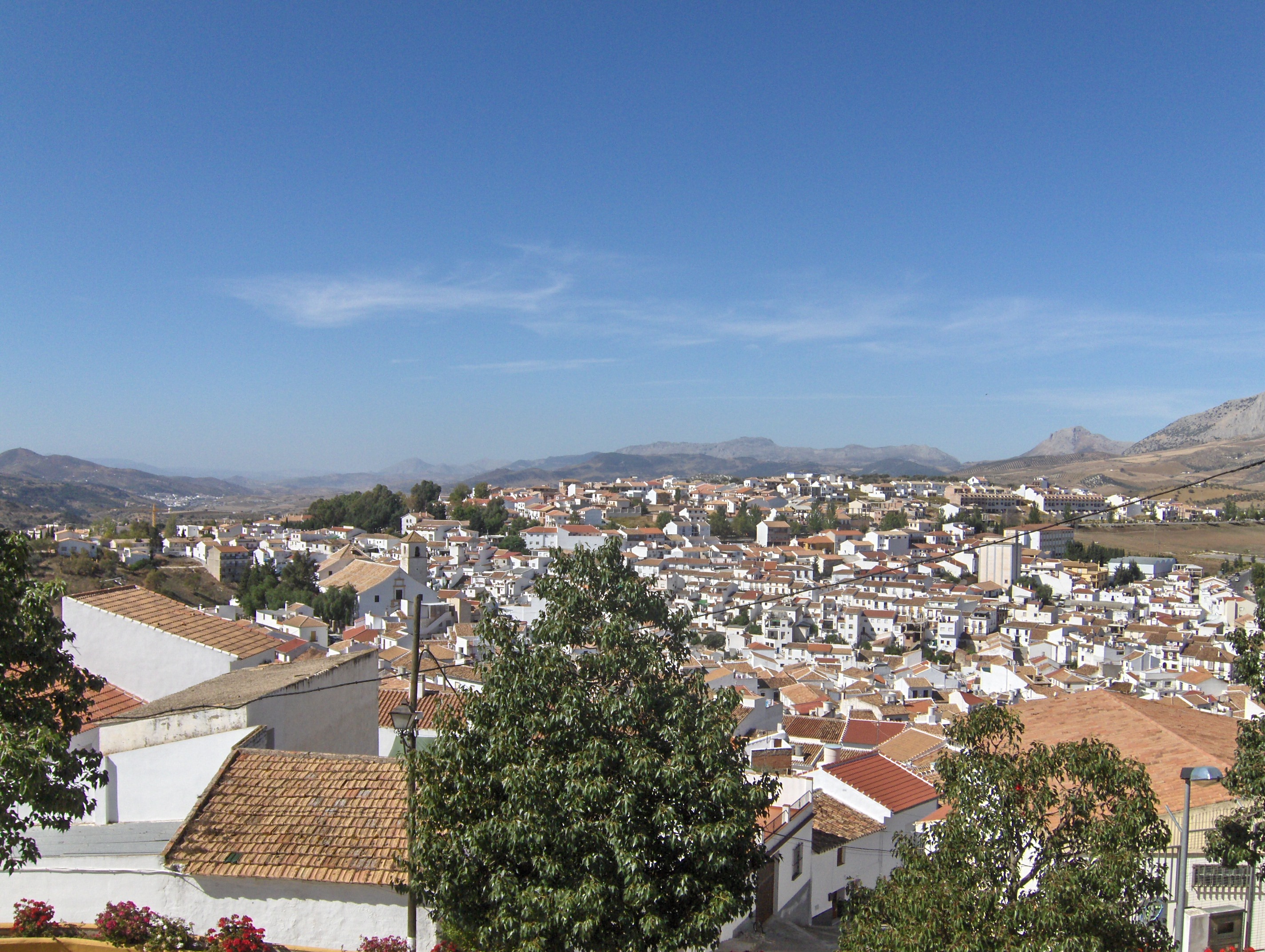
Panorámica de Colmenar

De la época romana no existen testimonios, pero dada la importancia de los hallazgos realizados del cercano cortijo de Auta (en Riogordo), no es de extrañar que dentro del término existiera alguna villa o asentamiento. Al menos así parecen demostrarlo las monedas y cerámicas romanas encontradas en el Cortijo de los Moriscos y en el cerro de la casa de peones camineros que hay en la carretera comarcal 345, a un kilómetro de la población. También han aparecido algunos testimonios de la época árabe, como el molde de pizarra para fundición de medallas musulmanas, hallado en el cortijo de Las Guájaras. También aquí han aparecido cerámicas esparcidas y restos hallados en la Cueva de las Pulseras cerca del arroyo de las Zorreras y, más concretamente en el Cortijo de Gonzalo. 
Málaga pasa a manos cristianas en el siglo XV. Fundado en 1487, el origen de Colmenar estuvo formado por los cortijos de Barrancos, Peñones, Jaral, Ramos y Colmenar (su nombre lo tomará de este último cortijo y alude a su abundancia en colmenas), todo esto perteneciente a Hamet “El Suque”, moro vecino de la villa de Comares y alcaide de la misma y de su castillo, en nombre de los Reyes Católicos. 
Estuvo habitado por musulmanes que siguieron viviendo en la zona como mudéjares. En tiempos de Felipe II fue vendido a un particular, Gabriel de Coalla, para sufragar los gastos de una expedición militar. 
En 1558, aparece en documentos como Señorío de Colmenar y a partir de 1611, como patrimonio del Primer Vizconde de Colmenar. En 1560, se procedió al deslinde y amojanamiento del término y en 1566 comiénzan las inscripciones de las partidas de Bautismo, Matrimonios y Defunciones. 
Colmenar en 1777, consigue su independencia y a principios del siglo XIX ya era cabeza del partido judicial de una buena parte de pueblos de la Axarquía (Alfarnate, Alfarnatejo, Almáchar, El Borge, Periana y Riogordo) e incluso del pueblo de Casabermeja, en los Montes de Málaga.

#### Guerra Civil
En febrero de 1937, tras la batalla de Málaga, cientos de soldados republicanos se cobijan en la serranía de Colmenar. En la alocución radiofónica del general Queipo de Llano del 18 de febrero se dice que seis columnas rodearon a los más de 600 soldados refugiados en estas sierras, de los que fueron muertos 135 y prisioneros 93. El resto, se supone que huyó.

## Geografía humana

### Demografía
Cuenta con una población de 3545 habitantes (INE 2024).
| Gráfica de evolución demográfica de Colmenar entre 1842 y 2021                                                        |
| |
| Población de derecho según los censos de población del INE. Población de hecho según los censos de población del INE. |

### Economía
Gran parte de la economía de este pueblo se obtiene de la agricultura de secano o trilogía mediterránea (olivo, vid, trigo).
En concreto, en este municipio destaca la recolección de aceitunas, donde se recogen una gran cantidad de kilos, por lo que durante la época de recogidas de aceitunas disminuye el paro. Para facilitar la recogida de aceitunas este municipio cuenta con su propia cooperativa la "Cooperativa Nuestra Señora de la Candelaria".
Otra parte fundamental de la economía se obtiene también de la elaboración de miel y de la producción de vinos.

#### Evolución de la deuda viva municipal
| Gráfica de evolución de Deuda viva del Ayuntamiento de Colmenar entre 2008 y 2019                                |
| |
| Deuda viva del Ayuntamiento de Colmenar en miles de Euros según datos del Ministerio de Hacienda y Ad. Públicas. |

### Transporte público
Colmenar está integrado en el Consorcio de Transporte Metropolitano del Área de Málaga, que opera las siguientes líneas de autobuses interurbanos en su territorio:
| Línea | Trayecto                       | Información        |
| ----- | ------------------------------ | ------------------ |
| M-251 | Málaga-Colmenar                | Horarios y Paradas |
| M-552 | Colmenar-El Palo (sólo verano) | Horarios y Paradas |

### Símbolos
Del escudo heráldico de Colmenar no se sabe la fecha exacta de su implantación. En 1877 ya aparece el sello municipal con la colmena, síntesis de la vida del pueblo. Asentándose en un campo siete abejas revoloteándose, actual simbología de Colmenar. Asimismo encontramos alusiones gráficas a esta simbología en el trono de la Virgen de la Candelaria y también en el manto de la Virgen, que data del siglo XIX.
El escudo de Colmenar es un escudo de los llamados en Heráldica "parlante" es decir, de los que hablan por sí solos. Nada más expresivo para Colmenar que una colmena, recuerdo de un pasado, que además es dorada, del color de la miel que en Colmenar y en su campo de Cámara siempre fue mucha. Las abejas significan, además trabajó, prosperidad y riqueza.
Las siete abejas que vuelan alrededor de la colmena representan los siete días de trabajo continuado que realiza el colmenareño, aunque hoy naturalmente son menos. Pedro Molina Cubo, Alcalde colmenareño en 1980 es el autor de una moción solicitando que se rehabilite el escudo heráldico de la villa, que aprueba el pleno municipal el 17 de octubre de 1980 y que quedará organizado de la forma siguiente: escudo de Azul, una colmena de oro. Terraza de Sinople, con siete abejas de oro, volando en torno a la misma. Al timbre corona real cerrada.

## Política y administración
La administración política del municipio se realiza a través de un Ayuntamiento de gestión democrática cuyos componentes se eligen cada cuatro años por sufragio universal. El censo electoral está compuesto por todos los residentes empadronados en Colmenar mayores de 18 años y nacionales de España y de los restantes Estados miembros de la Unión Europea. Según lo dispuesto en la Ley del Régimen Electoral General, que establece el número de concejales elegibles en función de la población del municipio, la Corporación Municipal de Colmenar está formada por 11 concejales. En la legislatura (2007-2011), el Partido Socialista Obrero Español de Andalucía obtuvo 7 concejales frente a los 2 de Izquierda Unida Los Verdes-Convocatoria por Andalucía (IULV-CA) y uno el Partido Popular (PP) y la Coalición Andalucista (CA). En las elecciones municipales celebradas en mayo de 2011 el PSOE-A fue de nuevo el partido más votado, pero perdió la mayoría absoluta y con cinco concejales perdió la alcaldía frente a la coalición formada por IULV-CA (tres concejales), PP (dos concejales) y Coalición Andaluza (1 concejal).

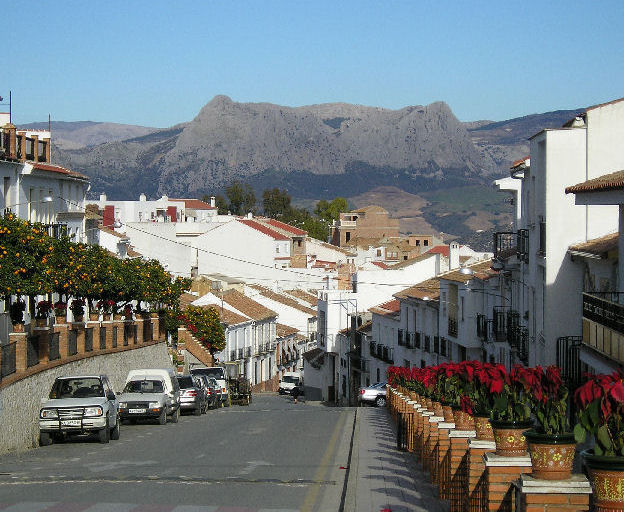
Una calle de Colmenar

### Resultado de las elecciones municipales de 2023
| Candidatura     | Candidatura                              | Votos | %                               | Escaños                         |
| --------------- | ---------------------------------------- | ----- | ------------------------------- | ------------------------------- |
|                 | Partido Socialista Obrero Español (PSOE) | 900   | 52,36                           | 6                               |
|                 | Partido Popular (PP)                     | 600   | 34,9                            | 4                               |
|                 | Ciudadanos (C´s)                         | 149   | 8,67                            | 1                               |
|                 | Con Andalucía (Podemos-IU-MP-IdPA)       | 42    | 2,44                            | 0                               |
| Votos en blanco | Votos en blanco                          | 28    | 1,63                            | n/a                             |
| Votos válidos   | Votos válidos                            | 1719  | 100                             | 11                              |
| Votos nulos     | Votos nulos                              | 69    | Participación: \| \| 70,76 % \| | Participación: \| \| 70,76 % \| |
| Votantes        | Votantes                                 | 1788  | Participación: \| \| 70,76 % \| | Participación: \| \| 70,76 % \| |
| Electores       | Electores                                | 2527  | Participación: \| \| 70,76 % \| | Participación: \| \| 70,76 % \| |
|                 | 70,76 %                                  |       |                                 |                                 |

Anexo:Elecciones municipales en Colmenar
| Periodo   | Nombre                                                         | Partido              |
| --------- | -------------------------------------------------------------- | -------------------- |
| 1979-1983 | Pedro Molina Cubo Isabel Rodríguez Molina                      | PCE-PCA UCD          |
| 1983-1987 | Isabel Rodríguez Molina                                        | SI                   |
| 1987-1991 | Isabel Rodríguez Molina                                        | SI                   |
| 1991-1995 | Antonio Pérez Calzado                                          | PSOE                 |
| 1995-1999 | Antonio Pérez Calzado                                          | PSOE                 |
| 1999-2003 | Pedro Fernández Palomo                                         | PSOE                 |
| 2003-2007 | Pedro Fernández Palomo                                         | PSOE                 |
| 2007-2011 | Pedro Fernández Palomo                                         | PSOE                 |
| 2011-2015 | Antonio Fernández Luque(PP)(Hasta 2012) Pedro Fernández Palomo | PP-IULVCA-CA PSOE-CA |
| 2015-2019 | José Martín García                                             | PSOE                 |

## Cultura

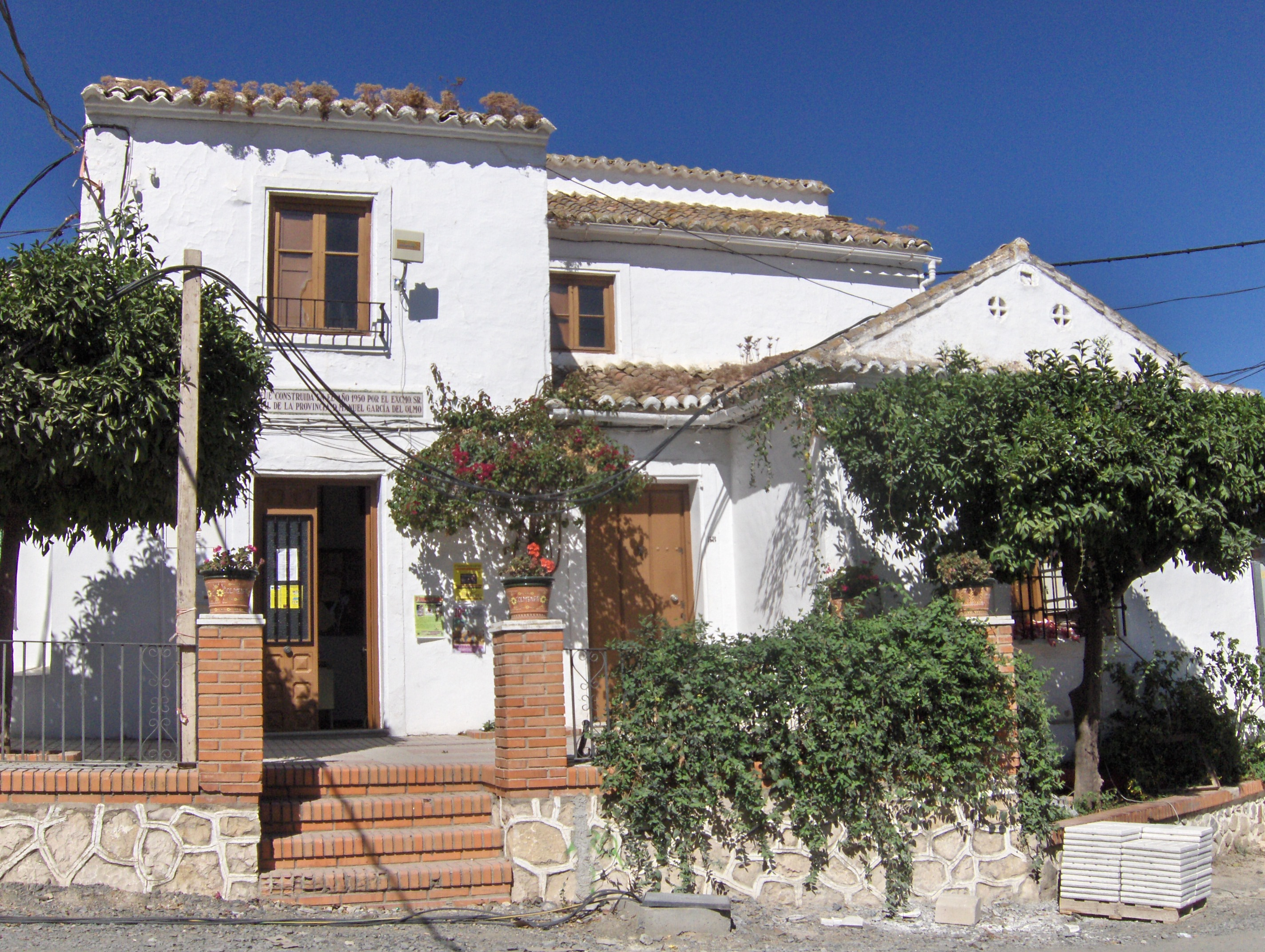
Escuela antigua

### Patrimonio

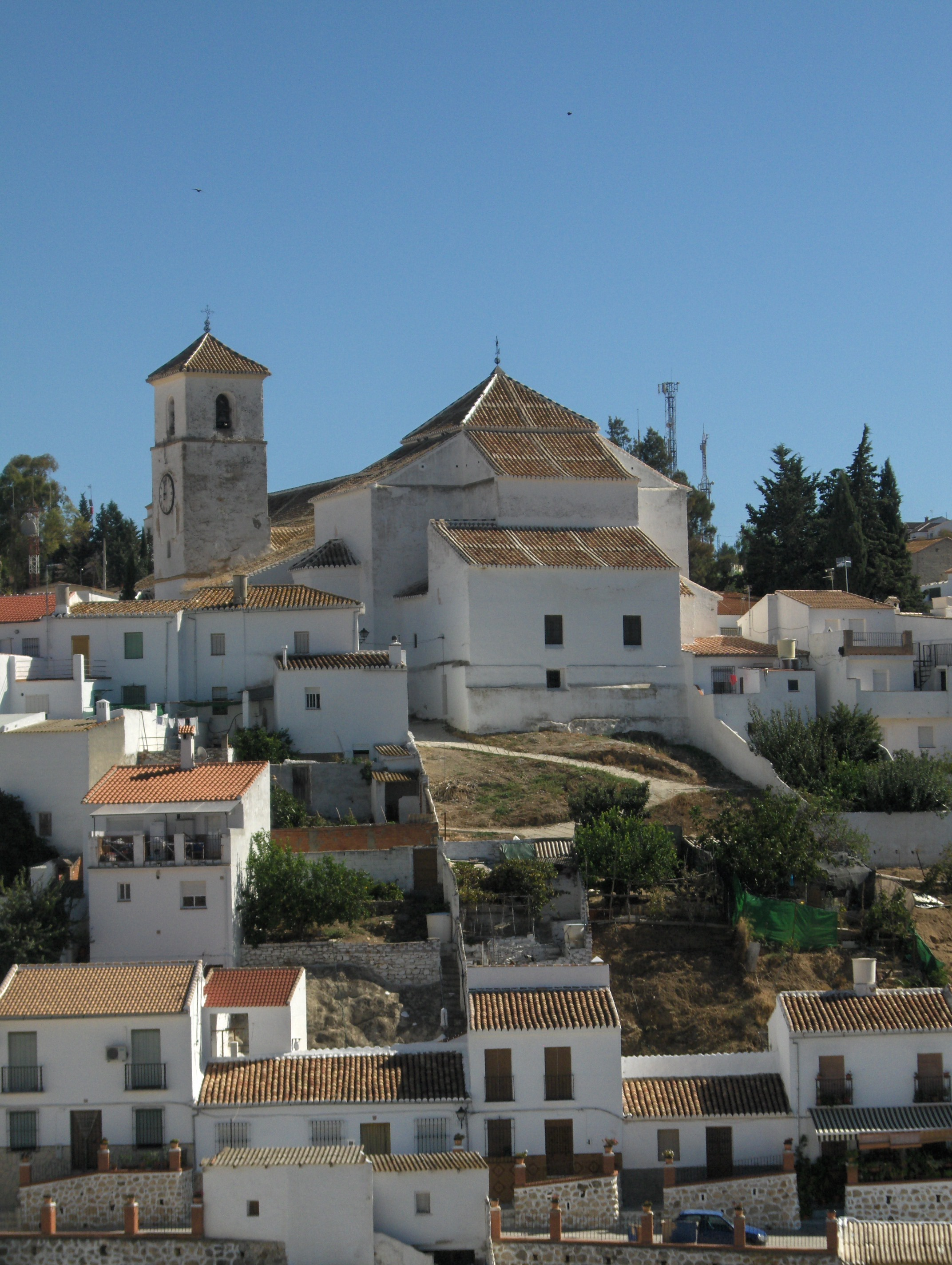
Iglesia de la Asunción

- Ermita de la Candelaria: existen dos colinas históricas que antes limitaban su ubicación y la extensión del casco urbano. En la más elevada, se sitúa la Ermita-Santuario llamada también “Convento” de la Santísima Virgen de la Candelaria, Patrona del municipio. Sus orígenes se remontan al siglo XVII aunque posteriormente ha sufrido diversas reformas, hoy declarada y catalogada Monumento Histórico-Artístico Local desde el 4 de julio de 1982. Tiene una sola nave con techo raso que desemboca en un presbiterio cuadrado con bóveda semiesférica. La decoración de yeserías de la bóveda responde a una interpretación popular de diseños manieristas. Preside el camarín una imagen de la Candelaria, patrona de Colmenar. Recientemente, la imagen ha recuperado su aspecto tradicional gracias a la restauración realizada por el escultor Rafael Ruiz. Asomándose a los miradores que costean dicha Ermita se pueden ver los Tajos de Gomer y Doña Ana; Sierra de Tejeda y a la derecha como si estuviera a un paso, Sierra Nevada (Granada). La Virgen de Candelaria es también la Patrona de Canarias, según la tradición la ermita fue levantada en una zona elevada como muestra de gratitud a unos marinos canarios que se salvaron milagrosamente de morir durante una tormenta en las costas malagueñas.

- Iglesia de la Asunción: comenzó a construirse en el siglo XVI y se terminó a mediados del siglo XVII, se observan restos de construcciones árabes. Se sitúa coronando la cima de la loma sobre la que se asienta el pueblo y en torno a ella la zona más antigua del pueblo, desde aquí por sus calles rectas, se llega a la parte baja como la Plaza de los Carros y la Plaza de España, donde está ubicado el Ayuntamiento. El templo posee tres naves separadas por arcos de medio punto doblados sobre pilares cuadrados. Existen tres camarines, destacando el situado a los pies de la nave de la Epístola, por su riquísima decoración barroca muy cargada de guirnaldas, óvalos y otros elementos propios de este estilo del siglo XVIII. En el exterior, la torre campanario de tres cuerpos, el último con vanos en arco para las campanas.

- Puerta de la Cruz: en la principal entrada al pueblo nos recibe un artístico monolito que da la bienvenida bajo una espadaña configurada mediante arco de medio punto que lo corona. En esta construcción se sitúa el escudo heráldico de la villa con la representación de una colmena y siete abejas volando sobre la misma. También podemos ver una escena histórica que nos traslada al 25 de mayo de 1488, fecha en la que fue transferida la heredad de este pueblo por Hamet el Zuque a Francisco de Coalla, bajo el lema “Colmenar: Recio y Noble”.

- Casas solariegas de dos y tres plantas con algún que otro patio andaluz de mediados del siglo XIX. Las calles son amplias en la zona baja y a medida que suben hacia la iglesia se estrechan y se empinan identificando claramente el casco histórico. Son también muy numerosas las hornacinas que ocupan un lugar destacado en las fachadas de las casas de la localidad.

- Museo de la Miel

Yacimientos arqueológicos
Hay dos yacimientos arqueológicos localizados en la Cueva de la Pulsera, de Época neolítica que contiene restos líticos y cerámicas, y en el Cortijo de Gonzalo, en el que se encuentran Cistas Megalíticas. Aunque no existen hallazgos de la época romana, se da por sentado que en esta zona existieron villas romanas dado que se han encontrado restos muy cerca del municipio, como son los hallados en el Cortijo de Auta o en el Cortijo de los Moriscos.

### Fiestas
Pueblo rico en costumbres y tradiciones recogidas de tiempos atrás: “Matanza”, “Pisa de uvas” y la que hace mención a su nombre “La castración de colmenas”.
- Virgen de La Candelaria y San Blas: celebra el 3 de febrero, su fiesta principal, en honor su Patrona la “Virgen de La Candelaria” y su Patrón “San Blas”, día grande en Colmenar donde se une la devoción y la diversión. Comienza con la celebración de una misa rociera. Ya entrado el día, tiene lugar una procesión o romería donde los lugareños la acompañan en el recorrido que dura aproximadamente 7 horas y donde 100 hombres cargan a la Virgen y al Santo “San Blas”. Como marca la tradición realizan pequeñas pasadas delante de las casas de aquellas personas que se encuentran impedidas y no pueden salir, igualmente reciben un ramillete de flores bendecidas.

- Día de la Pipa: celebra el 3 de mayo, este día el pueblo sale al campo a comer, entre otras viandas, el famoso hornazo típico de este día que consiste en un bollo de pan con un huevo duro en el centro. A raíz de este día surge la Romería de Mayo, donde se preparan y adornan carretas y caballos.

- Semana Santa: se celebra en particular el Viernes Santo con la procesión que recorre las calles de la “Virgen de los Dolores” y “Nuestro Padre Jesús Nazareno”, este último portado por mujeres.

- Feria de agosto: numerosos acontecimientos y actividades culturales, recreativas (juegos, bailes, fiesta de la espuma, fiestas infantiles, etc.). Una vez adentrada la noche, en la plaza principal, todos los habitantes se reúnen para disfrutar de las diferentes actuaciones y orquestas que amenizan los cuatro días de dicha feria.

- Fiesta del mosto y la chacina: ya con varias ediciones, esta feria de exposición de muestras en la que se realizan degustaciones de una rica y variada gama de chacinas y embutidos de la tierra, por parte de las industrias cárnicas del pueblo, junto con el mosto ya sea dulce o seco, se hace cada año más popular llegando a ser una tradición. Los restaurantes de Colmenar se unen a la fiesta formando la tradicional “Ruta del tapeo” en la que ofrecen a los visitantes degustaciones de platos típicos. Tiene como fin dar a conocer los productos elaborados en Colmenar. Se celebra sobre el segundo domingo de diciembre.

### Artesanía
Albaldonería, artículos de esparto y canastos.

### Gastronomía
En Colmenar la gastronomía típica es el choto al ajillo, el gazpacho frío y la porra colmenareña, las migas, los callos, el plato de los montes, el ajo blanco, y sus famosos hornazos. También un plato exquisito de Colmenar es el llamado "Ropa vieja", que se compone de potaje de garbanzos triturados con ajo, perejil, aceite y vinagre.
También se producen aceite de oliva y miel de abeja. No obstante, también hay recolección de almendras en la época estival. Colmenar también es famoso por sus vinos, sobre todo de especialidad moscatel.

## Personas destacadas

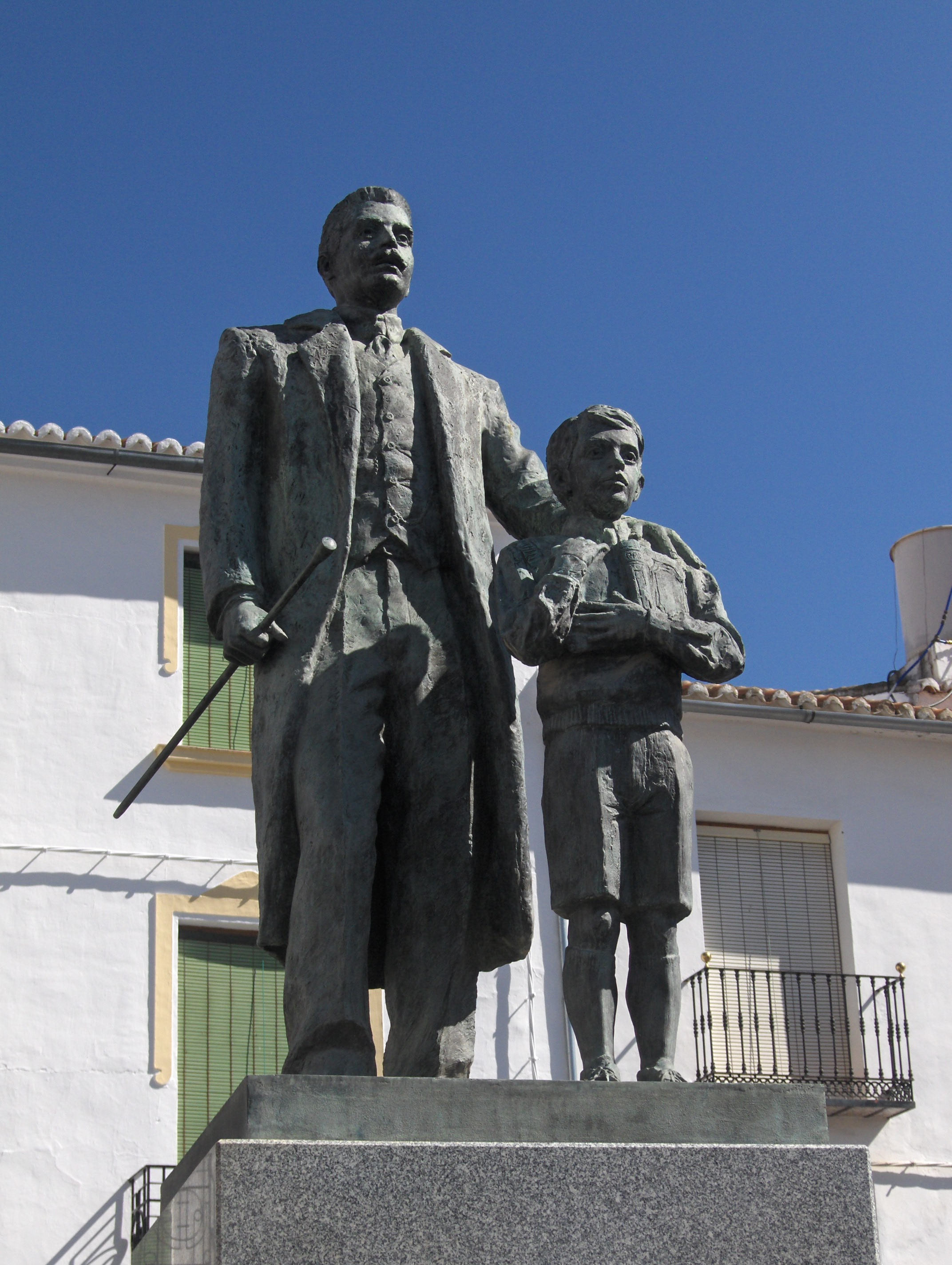
Monumento a Alfonso Molina Padilla

- Juan Rosado Fernández. Fue Presidente del Colegio Oficial de Médicos de Málaga. Inspector de Sanidad y Jefe superior de Administración Civil. Profesor numerario, en los años veinte, del Hospital Civil partió enseñanza en el mismo durante largos años.
- Juan Rodríguez Muñoz. Fue Presidente de la Unión Patriótica de Málaga y Diputado a Cortes. Su bufete malagueño, en los años treinta, alcanzó el mayor prestigio en la época en que ejerció la abogacía.
- José Padilla Villa. Fue presidente del Partido Liberal de Málaga, Presidente de la Diputación Provincial, Diputado en Cortes y Caballero cubierto ante el rey.
- Alfonso Molina Padilla. Representó, como procurador en cortes al distrito de Colmenar, en la época de la Monarquía. Creó, a su muerte, testamentaríamente, la Fundación Benéfico-docente "Orfanato de Jesús y Candelaria - Fundación Molina Padilla". Hoy en día el Ayuntamiento de Colmenar conceden becas de estudio para niños de Colmenar de la Fundación Molina Padilla.
- Baltasar Rodríguez de la Peña. Abad del Sacro-Monte de Granada, colegial en la Mayor de Santa Catalina, de la misma y obispo de Ávila.
- Pedro Muñoz de la Torre. Experto en Derecho, fue consejero de Indios, con Carlos III, era Ministro de ramo. Después con Carlos IV, ostentó igual cargo.
- Manuel de Cueto y Ramírez. Canónigo y Abad del Sacro-Monte. Obispo de Yucatán.
- Cristóbal Muñoz de los Ríos. Abad del Sacro-Monte granadino.
- José Muñoz. Coronel de Regimiento de la Corona.
- José de Corpas. Alcalde de Colmenar en el siglo XVIII, permaneció ocho meses en Madrid, defendiendo al pueblo en el pleito con el Duque del Arco por la recuperación de la Jurisdicción de la villa, lo que finalmente consiguió.
- Juan de Cárdenas y Baena. Caballero cubierto ante el Rey, de la orden de Carlos III, fue alcalde de Colmenar en 1877 y 1878.
- Arrierito de Colmenar, cantante de flamenco, el cual tiene una calle en el municipio.